# Lokomotiva HGe 4/4 I (Balkonlokomotive)
Lokomotiva HGe 4/4 I Balkonlokomotive nebo zkráceně Balkonlok je úzkorozchodná, ozubnicová i adhezní elektrická lokomotiva, kterou bylo možno až do roku 1980 spatřit v čele Glacier Expressu ve Švýcarsku na tratích společnosti Matterhorn Gotthard Bahn.

## Historie
První lokomotiva číslo 16 (vylepšená verze HGe 4/4 I Elektrokrokodil) byla dodána v roce 1936 a sloužila až do roku 1987 a pak byla převedena jako záloha pro kyvadlový provoz mezi Zermattem a Taschem. Tato lokomotiva byla v létě roku 2007 odprodána za symbolickou cenu horské dráze Furka a od 10. září 2007 je uložena v Gletschu. V letech 1940–1956 byly dodány další lokomotivy čísel 31–37, které byly v provozu až do let 1971–2006.
Stroj číslo 36 bývalé Furka-Oberalp-Bahn dodaný v roce 1940 byl v provozu až do nehody v březnu 1971. Po modernizaci vozového parku u MGB byly vyřazeny i stroje čísla 31–34 a jako poslední v roce 2007 i číslo 37.

## Konstrukce
Lokomotivy čísel 16 a 31–37 se od konstrukce předchozích lokomotiv odlišovaly lehkou ocelovou konstrukcí, protože použití lehkých kovů se neosvědčilo. Celé soustrojí lokomotivy bylo umístěno do jedné skříně a na rozdíl od lokomotiv HGe 4/4 I Elektrokrokodil měly již transformátor chlazený olejem a měly výkonnější trakční motory. Změny doznal i vzhled a konstrukce lokomotivní skříně, která přesahovala přes celou délku podvozků na rozdíl od předchozích lokomotiv. Tyto lokomotivy již nebyly ani vybaveny nízkými kapotami na čelech, skříň lokomotivy byla o něco kratší než délka rámu a ten vytvářel na obou stranách plošinu podobnou balkónu.

## Přehled HGe 4/4 I
| pořadové číslo | uvedení do provozu | výrobní číslo | poznámka                                   |
| -------------- | ------------------ | ------------- | ------------------------------------------ |
| 16             | 1936               |               |                                            |
| 31             | 1940               | 3723          | 1995 vyřazena po poruše                    |
| 32             | 1940               | 3724          |                                            |
| 33             | 1949               | 3725          |                                            |
| 34             | 1940               | 3726          | 1993 zatopena, usazena na pomocný podvozek |
| 35             | 1943               | 3807          | 1970 vyřazena po srážce u Fürgangenu       |
| 36             | 1948               | 3975          | 1995 instalován transformátor z č. 31      |
| 37             | 1956               | 4159          |                                            |

## Galerie

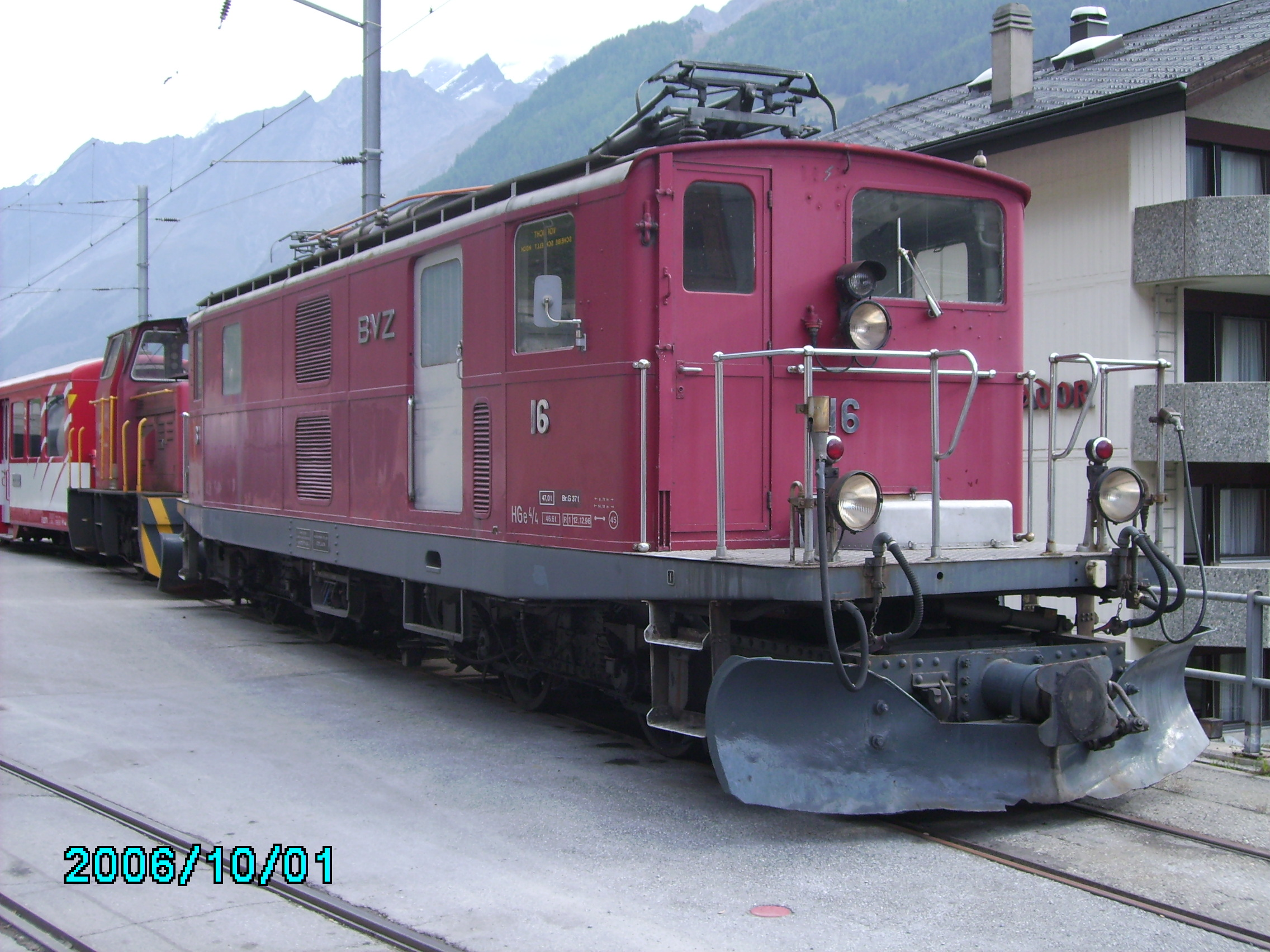
č.16 (r. 2006)
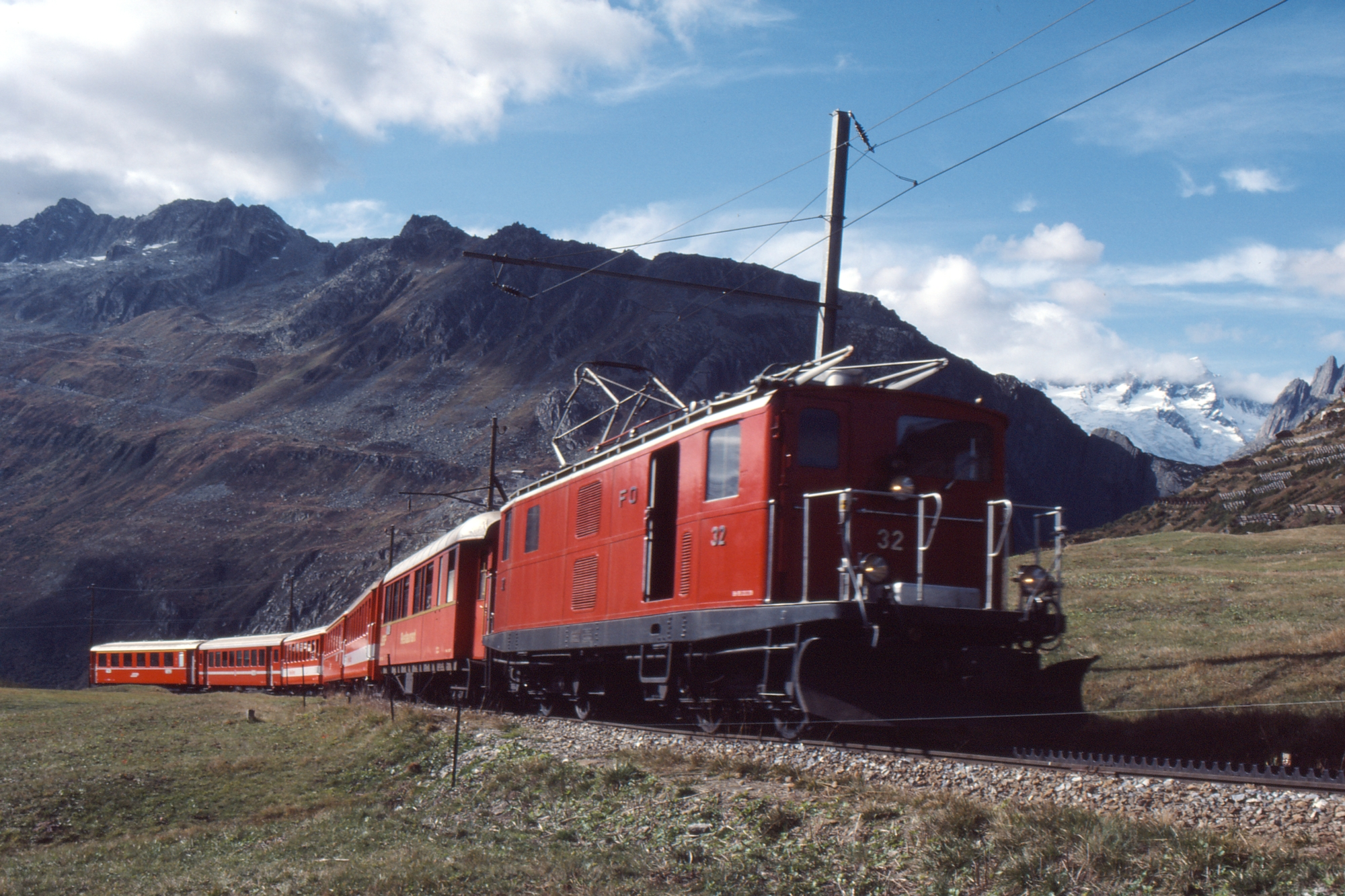
č.32 (r. 1983)
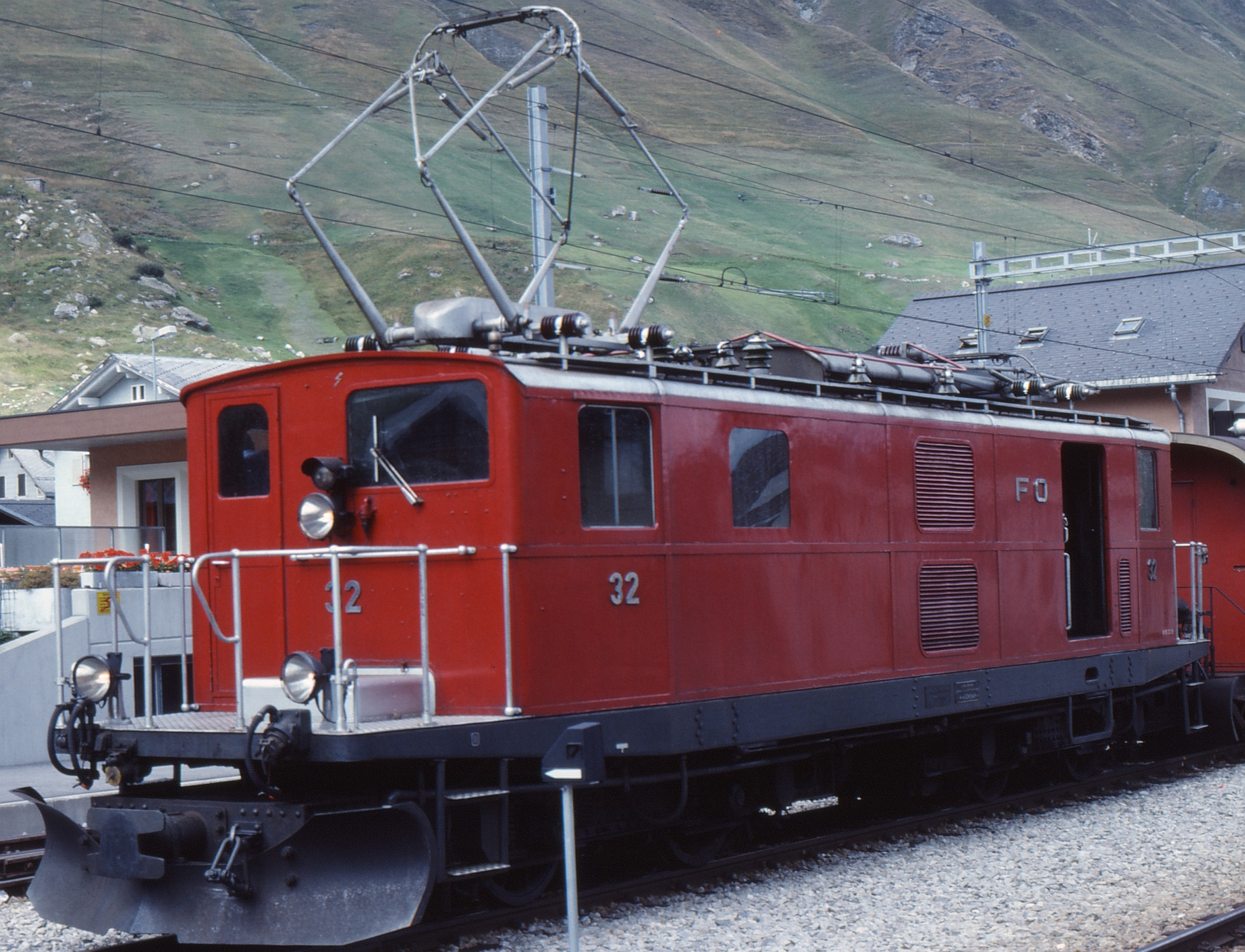
č. 32 (r. 1983)
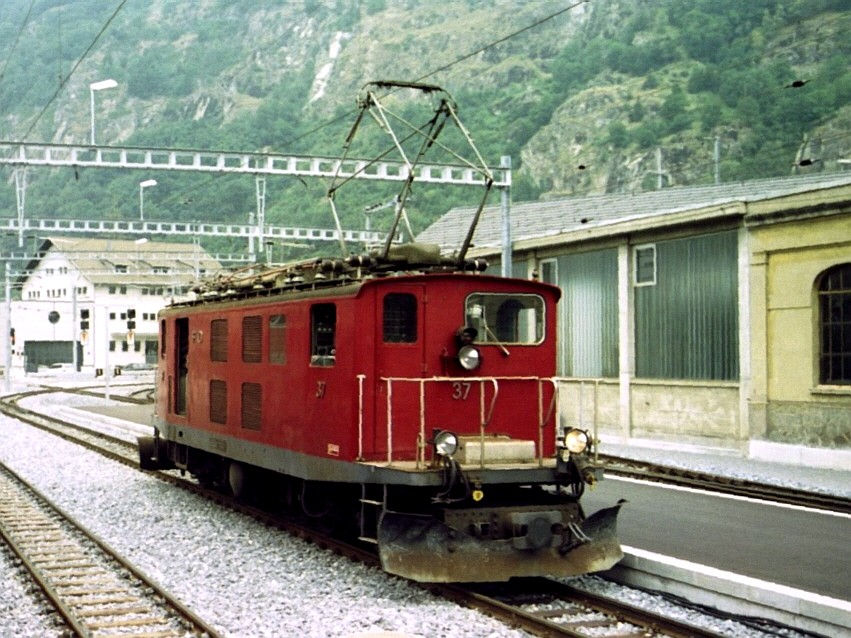
č. 37 (r. 2001)